# CHAGE and ASKA COUNT DOWN LIVE 03-04 in SAPPORO DOME
『CHAGE and ASKA COUNT DOWN LIVE 03-04 in SAPPORO DOME』（チャゲアンドアスカ カウントダウンライブ ゼロサン－ゼロフォー イン サッポロドーム）は、CHAGE and ASKAのライブ・ビデオ。
2004年3月31日にVHSとDVDで、2012年4月25日にBDで発売された。発売元はユニバーサルミュージック。
CHAGE and ASKAの映像作品ではソロを含めて、VHSの発売は本作が最後になった。

## 概要
2003年12月31日に札幌ドームで行い、4万人以上を動員した「CHAGE and ASKA COUNT DOWN LIVE 03>>04 in SAPPORO DOME 〜今年は札幌に決定しました〜」の模様を収録。
ドーム内にメインステージとセカンドステージが組まれ、CHAGEソロ、ASKAソロ、CHAGE and ASKAと3つのステージで構成されたこのライブは2年前から計画が練られ、長い年月を経てようやく形になったとされている。
DVD版の特典として本作から映像版には収録されていない2曲を含む14曲のライブ音源を収録したCDが付属されている。なお、この特典CDは後のBlu-ray版には付属されていない。
また、DVD版のスタッフクレジットには当時未発表だった「crossroad-今を生きる僕を」の仮歌が使用されている。

## 収録曲

### DISC 1 (VHS・DVD・Blu-ray)
1. 夜明けは沈黙のなかへ〜イントロメドレー
作詞・作曲：ASKA
2. SAY YES
作詞・作曲：ASKA
3. もうすぐ僕らはふたつの時代を超える恋になる
作詞・作曲：CHAGE
4. Sons and Daughters 〜それより僕が伝えたいのは
作詞・作曲：ASKA
5. good time
作詞・作曲：ASKA
6. 君が愛を語れ
作詞・作曲：ASHA
7. 心に花の咲く方へ
作詞・作曲：ASHA
8. 官能のEsplendida!
作詞：CHAGE　作曲：CHAGE・村上啓介
9. トウキョータワー
作詞・作曲：CHAGE
10. SOME DAY
作詞：澤地隆　作曲：CHAGE
11. 追想
作曲：瀬尾一三
12. 終章 (エピローグ)
作詞：CHAGE・田北憲次　作曲：CHAGE
13. 群れ
作詞・作曲：ASKA
14. PRIDE
作詞・作曲：ASKA
15. パラシュートの部屋で
作詞・作曲：ASKA
16. 僕はこの瞳で嘘をつく
作詞・作曲：ASKA
17. BIG TREE
作詞・作曲：ASKA
18. YAH YAH YAH
作詞・作曲：ASKA
19. NとLの野球帽
作詞・作曲：CHAGE
20. 晴天を誉めるなら夕暮れを待て
作詞・作曲：ASKA
21. ロマンシング ヤード
作詞：秋谷銀四郎　作曲：CHAGE
22. THE TIME
作詞・作曲：ASKA
23. 太陽と埃の中で
作詞・作曲：ASKA

### DISC 2 (CD (DVD版のみ))
1. Intro
2. SAY YES
3. HANG UP THE PHONE
作詞・作曲：ASKA
4. 夢の飛礫
作詞：CHAGE　作曲：CHAGE・Tom Watts
5. 心に花の咲く方へ
6. 追想
7. 終章 (エピローグ)
8. 群れ
9. 僕はこの瞳で嘘をつく
10. BIG TREE
11. YAH YAH YAH
12. ロマンシング ヤード
13. THE TIME
14. 太陽と埃の中で